# De Bazel (Amsterdam)
De Bazel, voormalig hoofdkantoor van de Nederlandsche Handel-Maatschappij (NHM), is een gebouw aan de westzijde van de Vijzelstraat in Amsterdam (adres Vijzelstraat 32). Het strekt zich uit van de Herengracht tot de Keizersgracht. Sinds 2007 is het Stadsarchief Amsterdam gevestigd in dit gebouw.

## Geschiedenis

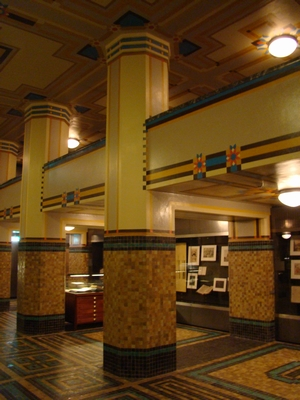
Schatkamer, Stadsarchief Amsterdam

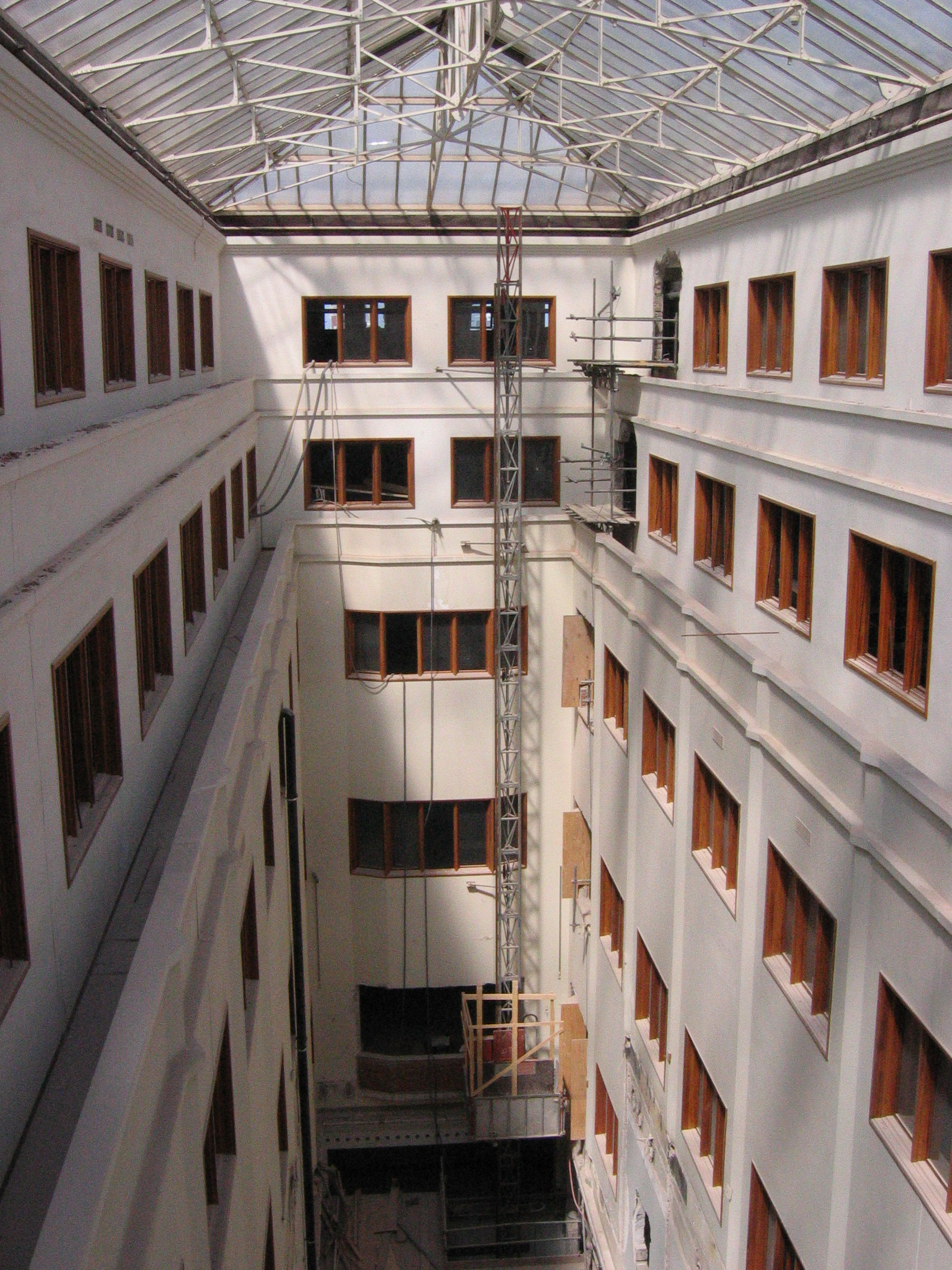
Lichthof in het gebouw

Het gebouw werd ontworpen door de architect Karel de Bazel en geldt als zijn belangrijkste werk. Het werd gebouwd tussen 1919 en 1926. De architect overleed in 1923, drie jaar voordat het gebouw voltooid zou worden. De bouw werd voortgezet en voltooid door zijn chef de bureau C. van de Linde, samen met ontwerper A.D.N. van Gendt. De sculpturen zijn van de hand van Joseph Mendes da Costa, Lambertus Zijl en Hendrik van den Eijnde. De glas-in-loodramen zijn naar het ontwerp van Antoon Derkinderen en afgemaakt door Joep Nicolas.
Het gebouw werd oorspronkelijk De Spekkoek genoemd, naar de lekkernij met lichte en donkere lagen, maar heet tegenwoordig De Bazel, naar de naam van de architect.
De Bazel diende achtereenvolgens als hoofdkantoor van de Nederlandsche Handel-Maatschappij, de Algemene Bank Nederland en ABN AMRO. Tussen dit gebouw en de aan de andere zijde van de Keizersgracht gelegen Vijzelbank werd in 1974 de zogenaamde 'Poentunnel' geopend onder de Keizersgracht. Deze was bestemd voor bankpersoneel dat zo van de parkeergarage onder de nieuwe Vijzelbank naar het oudere bankgebouw kon gaan. In 1999 vertrok deze bank naar de Zuidas.
Tijdens de Tweede Wereldoorlog werd het gebouw geconfisqueerd door de Duitse bezetter om voor korte tijd onderdak te kunnen bieden aan het Luftgaukommando Holland, dat van de oorspronkelijke vestiging op de hoek Vijzelstraat-Muntplein moest vertrekken, vanwege dat het in de nacht van van 26 op 27 april 1943 zwaar beschadigd raakte door een grote brand, die werd veroorzaakt door een vlakbij neergestorte Engelse bommenwerper. Het Luftgaukommando Holland werd in december 1943 overgeplaatst naar Velp.
De gemeente Amsterdam kocht daarop het pand om er uiteindelijk, na een grondige renovatie door architectenbureau Claus en Kaan en restauratiearchitect Maarten Fritz, vanaf 2007 het Gemeentearchief in te huisvesten. Na de verhuizing kreeg het archief tevens een nieuwe naam: Stadsarchief Amsterdam. Sinds 7 augustus 2007 is het archief daar voor publiek geopend. Ook het Bureau Monumenten & Archeologie (bMA) van de gemeente Amsterdam is naar dit gebouw verhuisd. Op 12 september 2007 vond de officiële opening plaats door prinses Beatrix.
Het gebouw werd in 1991 op de rijksmonumentenlijst geplaatst. Sinds 2013 is er ook het Werelderfgoed-podium, het informatiecentrum voor de Nederlandse monumenten op de Werelderfgoedlijst van Unesco.
Het gebouw herdenkt de geschiedenis van de NHM en de daden van drie koloniale generalen J.P. Coen, H. W. Daendels, en J.B. van Heutsz.

## Het gebouw
Terwijl de grachtenpanden in de omgeving niet verder komen dan vijf bouwlagen, telt De Bazel er tien. Bovendien is het gebouw ongebruikelijk lang (een lengte van 100 meter langs de Vijzelstraat) en breed.
Het betonskelet van het gebouw – ontworpen door Van Gendt – is bekleed met klinkers, afgewisseld met stroken graniet. In de sokkel is syeniet verwerkt. De massiviteit van het gebouw wordt getemperd door een aantal verticale terugsprongen in de gevelwand.
Het pand ligt om twee lichthoven (vides met lichtkappen). Deze werden oorspronkelijk alleen onderbroken door een glazen tussenvloer op de derde verdieping. Na de Tweede Wereldoorlog werden in deze hoven vloeren gelegd. In de open lichthofconstructie en de detaillering van het exterieur is verwantschap met het werk van de Amerikaanse architecten Frank Lloyd Wright en Louis Sullivan merkbaar. Bij de renovatie werden in 2006 de lichthoven weer in oude staat hersteld. Vrijwel alle interieuronderdelen van het gebouw, zoals vloermozaïeken, luchtroosteromlijstingen, telefooncellen en de inrichting van de werkkamers, inclusief het meubilair, werden eveneens door De Bazel ontworpen. Hoewel veel in het interieur is gewijzigd, is onder meer de grote vergaderkamer op de derde verdieping in oorspronkelijke staat bewaard gebleven.
 Aan de uiteinden van het gebouw bevonden zich op de begane grond aan de Vijzelstraat twee winkels; rechts, op Vijzelstraat 30, een postzegelwinkel-geldwisselkantoor van de Nederlandsche Handel-Maatschappij, en links, op Vijzelstraat 34, de Russell Pen Shop, een uit 1933 stammend winkeltje voor schrijfgerei en kantoorbenodigdheden, dat na de renovatie van 2006 omgebouwd is tot de entree van de Stadsboekwinkel.

## Fotogalerij

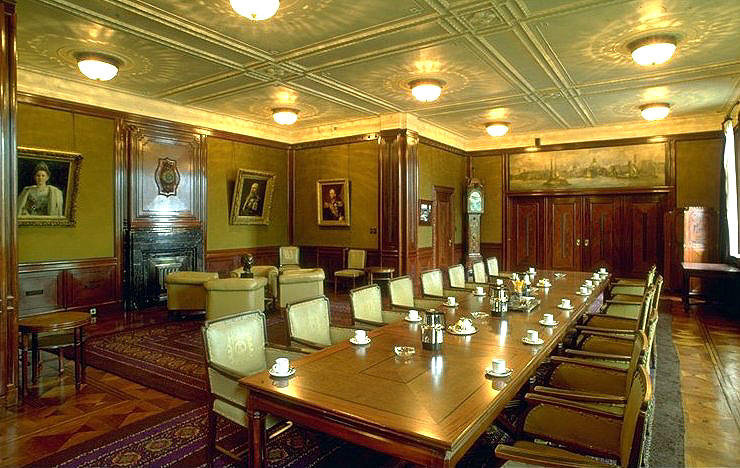
Vergaderzaal
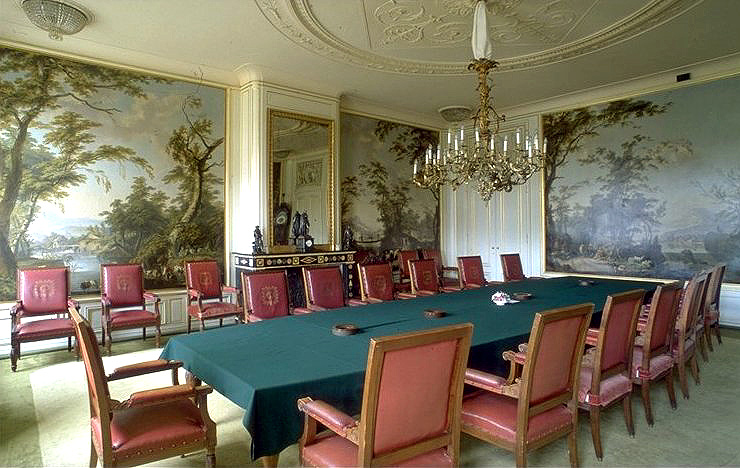
Vergaderzaal
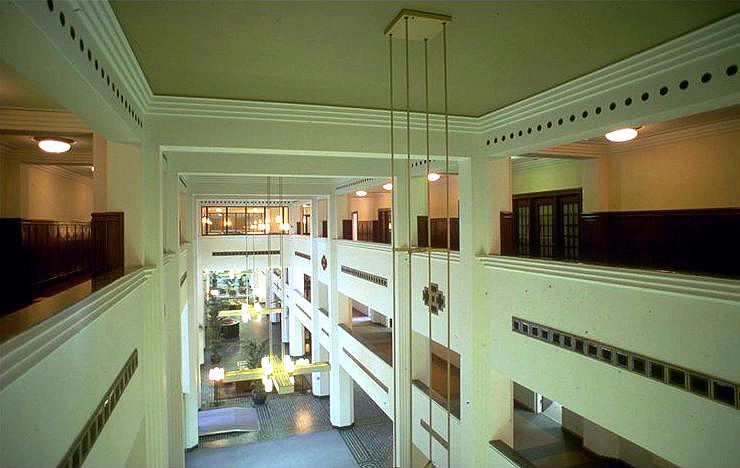
De grote hal
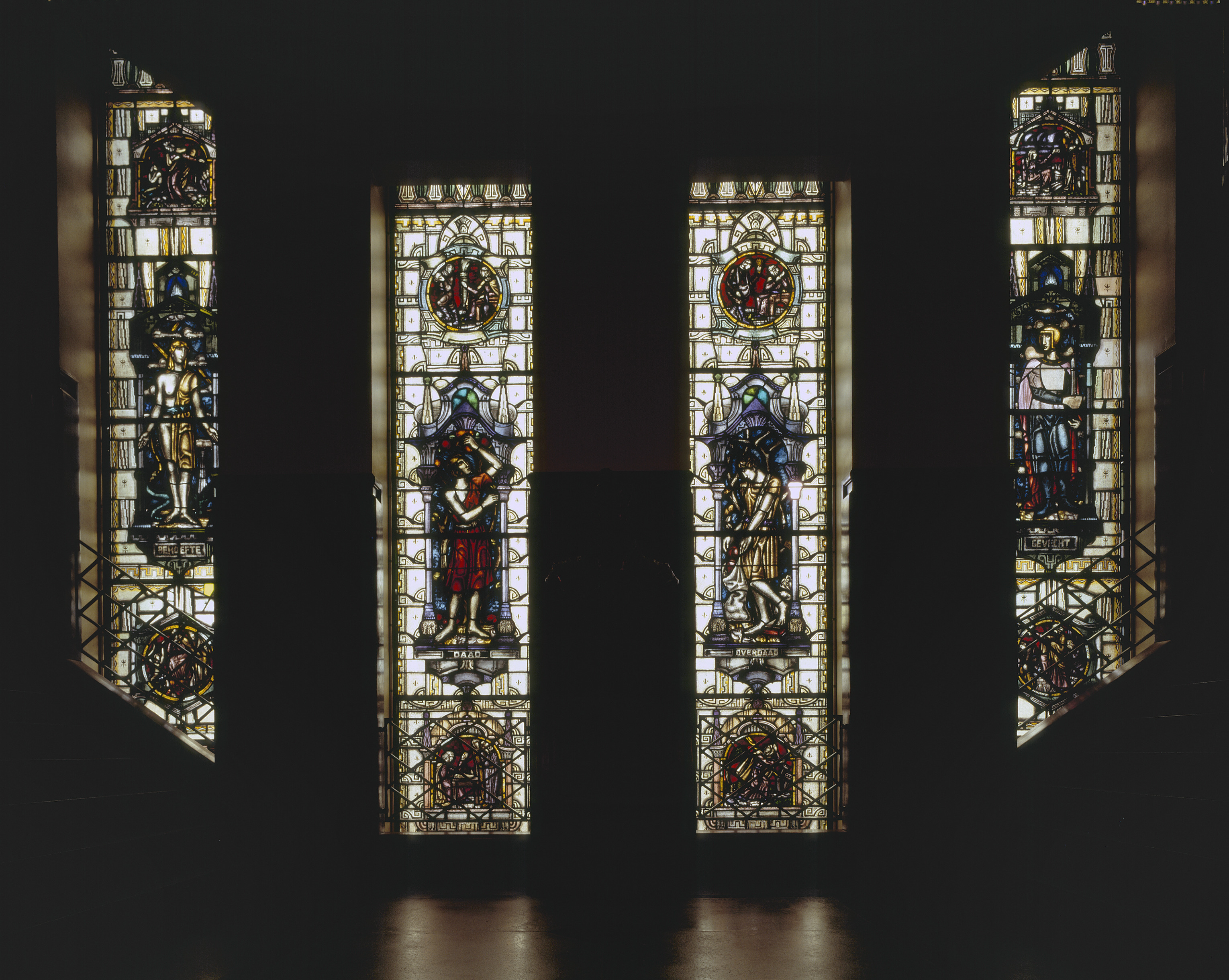
Glas in lood van Joep Nicolas